# مدک
علامت مَدَّک یا پیچ (~) جزء نشانه‌های نوشتاری برخی زبان‌هاست.
مدک در بالای برخی از حروف الفبای لاتین قرار می‌گیرد و صدای آن حروف را غُنه‌ای (تودماغی) می‌کند.
مدک در زبانهایی مانند پرتغالی، اسپانیایی، استونیایی و ویتنامی کاربرد دارد.
در فارسی این نویسه به جای واژه‌های اصلی (در فرهنگ‌ها به جای مدخل) برای پرهیز از تکرار به کار می‌رود. برای نمونه:
- حُسْن [ع] (ا - مص) ۱- زیبایی… ترکیباتِ اسمی

~ اخلاق = نیک‌خویی…
~ اخلاق = حسن اخلاق